# آستون مارتین ونکویش
استون مارتین ونکویش (به انگلیسی: Aston Martin Vanquish) خودروی جی‌تی است که در سال‌های ۲۰۰۱–۲۰۰۷ تولید شده‌است.
موتور دوازده سیلندر آن ۵٫۶ لیتر حجم و ۵۷۰ اسب بخار قدرت دارد.

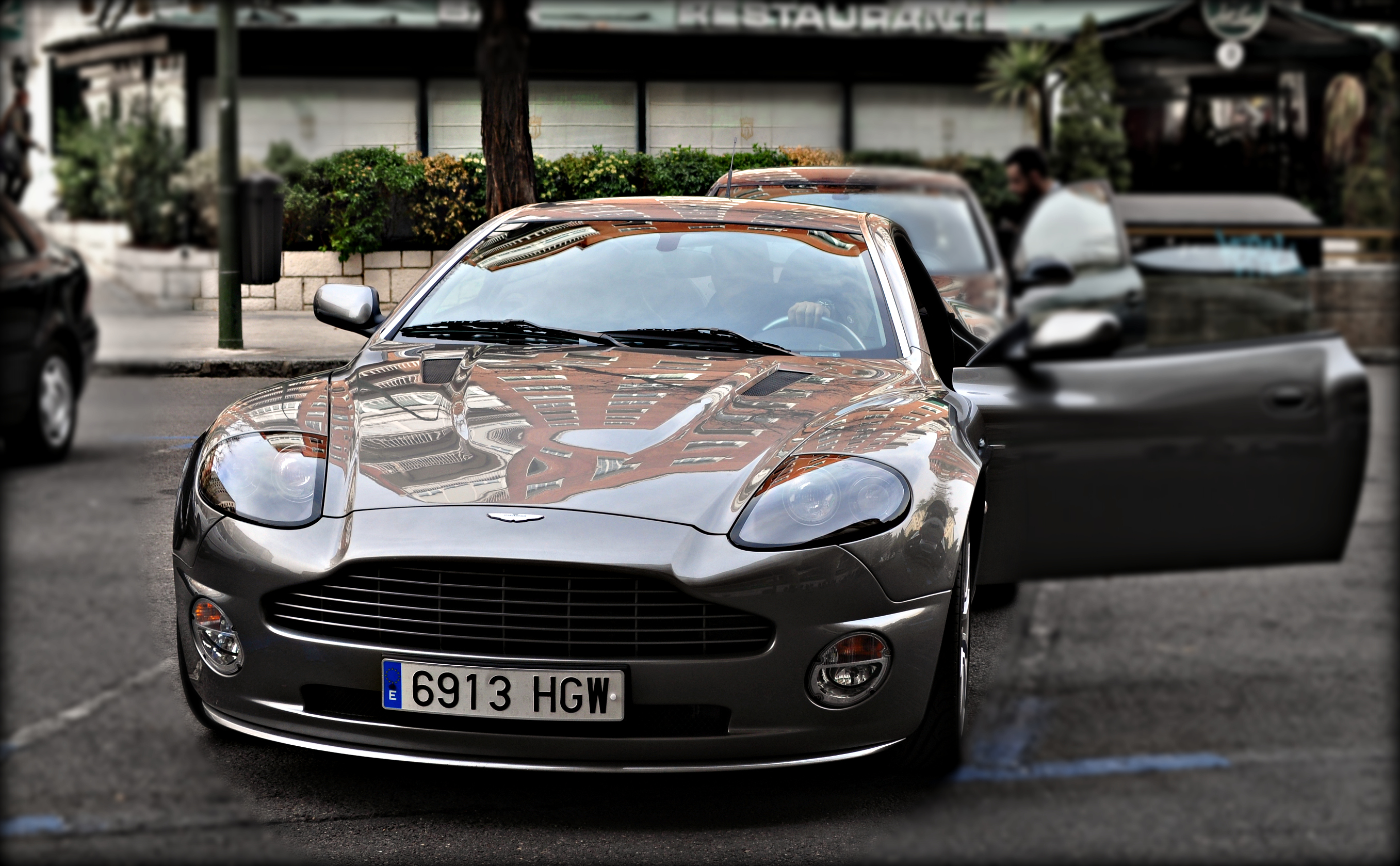

## مدل فیبر کربن
شرکت استون مارتین اقدام به تولید دو نمونه از مدل فیبر کربن این خودرو نموده‌است.